# Kdenetwork
kdenetwork je balíček softwaru z projektu KDE, který obsahuje software pro KDE zaměřený na práci v počítačové síti.

## Seznam software
- Kopete – klient pro instant messaging
- KPPP – frontend pro démona pppd
- KRDC – klient pro připojení ke vzdálené ploše
- KRfb – poskytuje sdílení pracovní plochy přes VNC
- KGet – správce stahování